# Frederico II de Habsburgo
Frederico II de Habsburgo ou da Áustria (10 de fevereiro de 1327 ou 1333 — Neuberg an der Mürz, 1344) foi filho do Otão I, duque da Áustria, e de Isabel da Baixa Baviera. Era o irmão mais novo de Leopoldo II, duque da Áustria.
Segundo algumas fontes, após a morte do seu pai em 1139 teria sido duque da Áustria juntamente com o irmão e com o tio Alberto II.